# Залесе (Ґродзиський повіт)
Залесе (пол. Zalesie) — село в Польщі, у гміні Жаб'я Воля Ґродзиського повіту Мазовецького воєводства.
Населення — 186 осіб (2011).
У 1975-1998 роках село належало до Скерневицького воєводства.

## Демографія
Демографічна структура станом на 31 березня 2011 року:
|          | Загалом | Допрацездатний вік | Працездатний вік | Постпрацездатний вік |
| -------- | ------- | ------------------ | ---------------- | -------------------- |
| Чоловіки | 85      | 29                 | 50               | 6                    |
| Жінки    | 101     | 30                 | 55               | 16                   |
| Разом    | 186     | 59                 | 105              | 22                   |